# Mas Que Nada
Mas Que Nada — песня в стиле самба, сочинённая и выпущенная в 1963 году бразильским гитаристом Жоржи Бен Жором. Однако мировую известность песня приобрела благодаря многочисленному количеству кавер-версий, записанных самыми разнообразными музыкантами в самых разнообразных стилях.

## Название
O ariá raió

Obá obá obá

Mas que nada

Sai da minha frente

Eu quero passar

Pois o samba está animado

O que eu quero é sambar

Esse samba

Que é misto de maracatu

É samba de preto velho

Samba de preto tú

Mas que nada

Um samba como este tão legal

Você não vai querer

Que eu chegue no final

O ariá raió

Obá obá obá

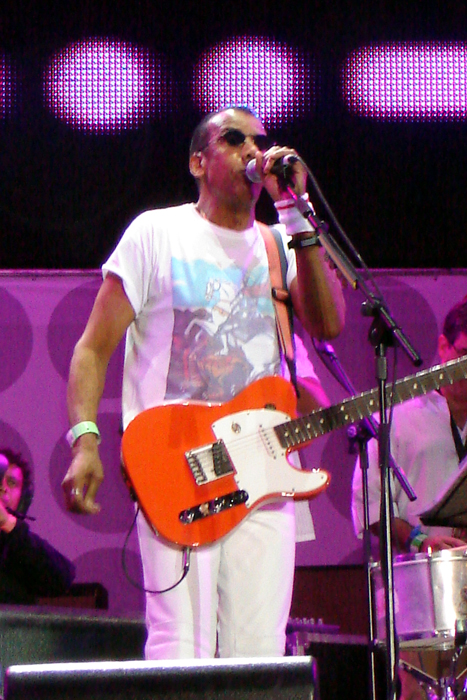
Автор песни, Жоржи Бен Жор

Точный перевод названия песни доставляет немало сложностей. В оригинале песня звучит на португальском языке, буквальный перевод с португальского означает «Но это ничто». Однако название песни является сленговым, и в переводе на английский наиболее точным будет перевод что-то типа саркастического «Yeah, right» (наиболее подходящим русским переводом будет являться «Ну да, конечно!») или близкими по значению «Oh, come on» (русским переводом будет являться что-то типа «Ой, да ладно…») или «No way, man» (русским переводом будет являться что-то типа «Куда уж там»).
Дополнительные сложности вызывает то, что в испанском языке Mas Que Nada переводится как «Больше, чем ничто», тем не менее, название песни правильно переводить с португальского.

## Исполнители
Приведён список наиболее известных исполнителей композиции.
| Год  | Исполнитель                                    | Альбом                                          | Примечания |
| ---- | ---------------------------------------------- | ----------------------------------------------- | --- |
| 1963 | Жоржи Бен Жор                                  | Samba Esquema Novo                              | Оригинальное исполнение |
| 1963 | Tamba Trio                                     | Pure Bossa Nova                                 | Песня использовалась компанией Nike в рекламном ролике сборной Бразилии, представляющем команду на Чемпионате мира по футболу 1998 года. Песня неожиданно вошла в Топ-40, заняв 34 место в британском хит-параде |
| 1966 | Сержио Мендес и Brazil' 66                     | Herb Alpert Presents                            | Именно эта кавер-версия (под названием Mais Que Nada) приобрела широкую популярность, в США вошла в пятёрку Top Adult Contemporary Hits.                                                                         |
| 1967 | Диззи Гиллеспи                                 | Swing Low, Sweet Cadillac.                      | Инструментальная обработка, стала одной из узнаваемых джазовых композиций |
| 1967 | Perrey and Kingsley                            | Kaleidoscopic Vibrations: Spotlight on the Moog | Обработка, выполненная на Moog-синтезаторе |
| 1967 | Luiz Henrique Rosa                             | Barra Limpa                                     | Своеобразное исполнение, использовалась как саундтрек к сериалу «Кухня» на телеканале СТС |
| 1968 | Клаус Вундерлих (под псевдонимом Chris Waxman) | Organized                                       | Обработка, выполненная на Hammond-органе |
| 1970 | Элза Суарес                                    | Sambas E Mais Sambas                            | |
| 1986 | L.A. Transit                                   | Denon Jazz Sampler Vol. 1                       | |
| 1988 | Mayte Mateus (Baccara)                         | Spanish Dreams                                  | |
| 1994 | Al Jarreau                                     | Tenderness                                      | записана вживую |
| 1998 | Echobeats                                      | Mas Que Nada                                    | хаус-версия |
| 2001 | Marc Antoine                                   | Cruizin'                                        | инструментальная версия |
| 2001 | Madame Piano                                   | Zemlja Čuda                                     | под названием Maškenada |
| 2002 | Анна Бутурлина                                 | Black Сoffee                                    | |
| 2005 | Walter Despalj                                 | Die 12 Cellisten Der Berliner Philharmoniker    | инструментальная скрипичная обработка |
| 2006 | Сержио Мендес и The Black Eyed Peas            | Timeless                                        | Эта версия достигла высоких мест в хит-парадах, так в частности в Великобритании номера 6. |
| 2006 | Ситти Наварро                                  | Café Bossa                                      | |
| 2007 | Лил Линфордс                                   | The Ultimate Latin Album 8                      | |
| 2011 | Сержио Мендес и Gracinha Leporace              | Rio: Music From The Motion Picture              | Эта версия является частью саундтрека к мультфильму «Рио». Она была исполнена в мультфильме в момент, когда главные герои пролетали на дельтаплане мимо Статуи Христа Искупителя.                                |
| 2018 | Леонид Агутин и Карина Кокс                    | Cover Version                                   | |

## ВерсияМендесаиBEP
В 2006 году Мендес перезаписал песню вместе с хип-хоп группой Black Eyed Peas с добавлением вокала его жены певицы Грасиньи Лепораси (порт. Gracinha Leporace). Эта версия была включена в его альбом Timeless. Содержит в себе семпл сингла Black Eyed Peas «Hey Mama». Новая версия песни стала популярной во многих европейских хит-парадах. В UK Singles Chart песня стартовала с 29-й позиции и достигла максимального № 6 уже на второй неделе.

### Список композиций
- CD сингл

1. «Mas Que Nada» (при участии The Black Eyed Peas и Gracinha Leporace) 3:32
2. «Mas Que Nada» 2:41

- iTunes сингл

1. «Mas Que Nada» (радио версия) 3:33
2. «Mas Que Nada» (Masters at Work Remix) 8:03
3. «Mas Que Nada» 2:39

### Чарты
| Чарт (2006)                              | Наивысшая позиция |
| ---------------------------------------- | ----------------- |
| ЕвроХит Топ-40                           | 19                |
| Russian Airplay Chart                    | 11                |
| Austrian Top 75                          | 8                 |
| Dutch Top 40                             | 1                 |
| French Top 100                           | 40                |
| Italian Top 50                           | 22                |
| German Top 100                           | 9                 |
| Swiss Top 100                            | 4                 |
| UK Singles Chart                         | 6                 |
| Hungary Top 40 (IFPI Mahasz Radio Chart) | 1                 |
| Czech IFPI Chart                         | 6                 |
| Japan Top 20                             | 18                |

### Продажи
| Страна         | Продажи |
| -------------- | ------- |
| Великобритания | 71.750  |